# Podselje
Podselje falu Horvátországban, Split-Dalmácia megyében, Vis szigetén. Közigazgatásilag Vishez tartozik. A sziget történelmi székhelye.

## Fekvése
Splittől légvonalban 55 km-re délnyugatra, Vis városától légvonalban 2, közúton 5 km-re délre, Vis szigetének északkeleti, szárazföld felőli oldalán fekszik.

## Története
Vis szigete már a történelem előtti időkben is lakott volt. Az enyhe éghajlat, a termékeny föld és a halban gazdag tenger már a nagyon korai időkben is bőséges feltételeket biztosított az emberi letelepedéshez. Az ősi indoeurópai kultúra már az i. e. 2. évezredben is virágzott a szigeten. Ezt igazolják a szigeten több helyen található halomsírok és az ősi várromokat jelölő „gradac”, illetve „gradina” helynevek. A sziget központja évszázadok óta a Szent György-öbölben fekvő ősi Issa városa volt. Velencei János (Giovanni de Venezia) krónikás és II. Pietro Orseolo dózse titkára szerint 997 és 998 között a velenceiek lerombolták és kifosztották az akkor már horvátok lakta települést. Ekkor lakossága az újonnan alapított, biztonságosabb Velo Selora, a mai Podseljére költözött át. Ez egyben Podselje alapításának időpontja is. A legenda szerint az akkori Velo Selo Galijától Humig terjedő, különálló, sűrűn lakott települések sorából állt. A központban, ahogy ma is a Velo Seloi Boldogasszony szentélye állt, mely az egész sziget kegyhelye. 1483-ban az aragóniaiak a velenceiekkel vívott háborújuk során Velo Selot is lerombolták. Lakossága a közeli erdőbe és barlangokba, főként az il Forte-barlangba menekült, ahova a Szűzanya képét is rejtette. A kép hatásáról egy legenda is fennmaradt, eszerint erejének köszönhetően az aragóniai katonák csak részben tudták lerombolni a települést. Ennek köszönhetően a Szűzanya tisztelete ma is Visen a legnagyobb a dalmát szigetek közül. Néha még Brač és Hvar szigetének lakói is ide zarándokolnak a segítségét kérni.
Ezután a lakosság újra leköltözött a Szent György-öbölbe a mai Luka és Kut területére és megalapította a mai Vis városát. Vis a velencei uralom alatt a helyi autonómiát élvező Hvar közösségéhez és a Hvari egyházmegyéhez tartozott. A velencei uralomnak 1797-ben vége szakadt és osztrák csapatok vonultak be Dalmáciába. 1805-ben a sziget az osztrákokat legyőző franciák uralma alá került, de 1811-ben a tengeri fölényben levő angolok elvették a franciáktól. Napóleon végső veresége után újra az osztrákoké lett. A településnek 1880-ban 27, 1910-ben 123 lakosa volt. A 20. század elején a filoxéra járvány elpusztította  a szőlőültetvényeket, mely a lakosság növekvő számú kivándorlásához vezetett.
1918-ban elfoglalták az olasz csapatok, az olasz  uralom 1921-ig tartott. Ezután az új szerb-horvát-szlovén állam, majd később Jugoszlávia része lett. A második világháború során 1941-ben újra olasz megszállás alá került, mely 1943-ig, az olasz kapitulációig tartott. A sziget a szövetséges, főként légi hadműveletek egyik támaszpontjává vált. A velo seloi katonai repülőteret az 1960-as években szüntették meg, helyére szőlőt telepítettek. A II. világháború után a szocialista Jugoszláviához került. A jugoszláv időszak sziget gazdasági stagnálásának időszaka volt, a lakosság száma a felére esett vissza. A szigeten a JNA katonai bázisa működött. 1991-től a független Horvátország része, de 1992-ig a JNA katonái állomásoztak a szigeten. A jugoszláv katonák csak 1992. május 30-án hagyták el végleg a szigetet, helyükre horvát csapatok érkeztek. 2011-ben 19 lakosa volt, akik a halászat és a mezőgazdaság mellett egyre inkább a turizmusból éltek.

## Népesség
| Lakosság változása | Lakosság változása | Lakosság változása | Lakosság változása | Lakosság változása | Lakosság változása | Lakosság változása | Lakosság változása | Lakosság változása | Lakosság változása | Lakosság változása | Lakosság változása | Lakosság változása | Lakosság változása | Lakosság változása | Lakosság változása |
| ------------------ | ------------------ | ------------------ | ------------------ | ------------------ | ------------------ | ------------------ | ------------------ | ------------------ | ------------------ | ------------------ | ------------------ | ------------------ | ------------------ | ------------------ | ------------------ |
| 1857               | 1869               | 1880               | 1890               | 1900               | 1910               | 1921               | 1931               | 1948               | 1953               | 1961               | 1971               | 1981               | 1991               | 2001               | 2011               |
| 0                  | 0                  | 27                 | 84                 | 105                | 123                | 70                 | 116                | 121                | 119                | 84                 | 56                 | 39                 | 31                 | 23                 | 19                 |

(1857-ben és 1869-ben lakosságát Vis városához számították.)

## Nevezetességei
- Szűz Mária és Szent Margit tiszteletére szentelt temploma[4] a 14. században épült, a 15. században bővítették. Hivatalosan Szűz Mária a titulusa, de nép Velo Seloi Boldogasszonynak (Gospa Velog Sela) nevezi. 1483-ban Ferdinánd nápolyi és aragóniai király hadai kifosztották és felgyújtották. A templom a visiek nemzeti szentélye, ahova minden évben Nagyboldogasszony ünnepén elzarándokolnak. A településtől a templomig tartó néhány kilométeres utat mezítláb teszik meg.
- A kis Szent Kozma és Damján templom a településtől északra fekvő magaslaton áll. Valószínűleg a 15. században épült, de Antun Matijašević Karamaneo szerint Franjo Vukašinović de Lupis építtette a 17. század második felében.

## Fordítás
Ez a szócikk részben vagy egészben  a   Podselje című horvát Wikipédia-szócikk ezen változatának fordításán alapul.  Az eredeti cikk szerkesztőit annak laptörténete sorolja fel. Ez a jelzés csupán a megfogalmazás eredetét és a szerzői jogokat jelzi, nem szolgál a cikkben szereplő információk forrásmegjelöléseként.